# Пантелеево (Никольский район)
Пантелеево — деревня в Никольском районе Вологодской области.
Входит в состав Вахневского сельского поселения, с точки зрения административно-территориального деления — в Лобовский сельсовет.
Расстояние до районного центра Никольска по автодороге — 68 км, до центра муниципального образования Вахнево по прямой — 25 км. Ближайшие населённые пункты — Талица, Зеленая Грива, Колесов Лог, Краснополье (урочище).
По переписи 2002 года население — 22 человека (10 мужчин, 12 женщин). Всё население — русские.